# Oda (imperatrice)
Oda od Ota di Baviera (seconda metà del IX secolo – dopo il 903) come moglie di Arnolfo di Carinzia, fu regina di Baviera e regina dei Franchi orientali (888-899), poi regina consorte d'Italia (894-899) ed infine Imperatrice (896-899).

## Origine
Secondo lo storico francese Christian Settipani, esperto di genealogie, Oda era imparentata con la famiglia dei Corradiani, deducendolo dalla Diplomata nº 89, del 19 maggio 891, in cui Arnolfo, definendolo conte e nipote nostro, cita Corrado il Giovane († nel 918), figlio del conte Corrado il Vecchio († nel 906), che di Oda poteva essere fratello o cugino. Quindi il padre di Oda era il marchese di Neustria, Udo, il capostipite dei Corradiani o suo fratello, Berengario, anche lui marchese di Neustria.

## Biografia
Presumibilmente, nell'888 (in quanto per una donazione riferita nella Diplomata di Arnolfo di Carinzia, la nº 44 del 3 maggio 889, Oda viene citata come moglie), Oda fu data in moglie al re di Baviera e re dei Franchi Orientali, Arnolfo di Carinzia, figlio illegittimo del re di Baviera, re dei Franchi Orientali e re d'Italia, Carlomanno,  e della sua concubina, Liutwwindis († prima del 9 marzo 891), di cui non si conoscono gli ascendenti (secondo alcuni storici era la stessa donna che poi aveva sposato, ossia la figlia del conte nel Nordgau, Ernesto I).
Suo marito Arnolfo, nell'894, intraprese una spedizione in Italia, dove, conquistata Pavia, venne riconosciuto re d'Italia e la gran parte dei feudatari gli giurò fedeltà.
Suo marito Arnolfo, nell'896, intraprese una seconda spedizione in Italia, dove, giunto a Roma, il 21 febbraio 896, fu incoronato imperatore da papa Formoso, nella basilica di San Pietro.
Nel giugno dell'899, secondo l'Herimanni Augensis Chronicon, Oda fu diffamata di aver compiuto adulterio con uno sconosciuto, ma fu assolta nel convento di Ratisbona, grazie al giuramento di 72 testimoni (nobili).
Poche settimane dopo Arnolfo, forse a causa dell'infamante accusa rivolta a Oda, fu colto da un ictus da cui non si riprese, e l'8 dicembre di quell'anno, secondo gli Annales Necrologi Prumiensesmorì a Ratisbona.

## Figli
Oda ad Arnolfo diede un figlio:
- Ludovico il Fanciullo[13] (893 - 911), re dei Franchi Orientali e poi re di Lotaringia.

### Fonti primarie
- (LA) Rerum Gallicarum et Francicarum Scriptores, tomus IX.
- (LA) Monumenta Germaniae Historica, Scriptores, tomus IX (archiviato dall'url originale l'11 marzo 2016).
- (LA) Monumenta Germaniae Historica, Diplomata Regum Germaniae ex Stirpe Karolinorum, tomus III (archiviato dall'url originale il 12 maggio 2013).
- (LA) Annales Bertiniani.
- (LA) Monumenta Germaniae Historica, Scriptores, tomus XVII (archiviato dall'url originale il 15 marzo 2016).
- (LA) Monumenta Germaniae Historica, tomus I (archiviato dall'url originale il 27 agosto 2011).
- (LA) Monumenta Germaniae Historica, Scriptores, tomus V (archiviato dall'url originale il 23 agosto 2017).
- (LA) Monumenta Germaniae Historica, tomus II, su dmgh.de (archiviato dall'url originale il 5 agosto 2016).

### Letteratura storiografica
- René Poupardin, I regni carolingi (840-918), in «Storia del mondo medievale», vol. II, 1999, pp. 583–635